# Чорний Вадим Вікторович
Вадим Вікторович Чорний (нар. 13 лютого 1998) — український футболіст, півзахисник клубу ЛНЗ.

## Життєпис
Вихованець ДЮСШ м.Звенигородка Черкаської області.Перший тренер-Слинько Роман Вікторович.
Футбольну кар'єру розпочав у 2014 році в складі ФК «Звенигородка», який наступного сезону змінив назву на «Шевченків край». 
З 2015 по 2017 рік захищав кольори клубу «Зоря-Черкаський Дніпро-2»/«Черкаський Дніпро-2».
Напередодні початку сезону 2017/18 років переведений до першої команди «Черкаського Дніпра». Дебютував за головну команду клубу 15 липня 2017 року в переможному (3:2) домашньому поєдинку 1-о туру Першої ліги проти «Кременя». Вадим вийшов на поле на 52-й хвилині, замінивши Єгора Смірнова, а на 75-й хвилині відзначився за «дніпрян» дебютним голом.
У грудні 2020 року підписав півторарічний контракт з Металург (Запоріжжя).